# يوريكا سما
يوريكا سما (باليابانية: 瀬間友里加) مواليد 25 ديسمبر 1986 في طوكيو، هي لاعبة كرة مضرب يابانية سابقة بدأت مسيرتها كمحترفة سنة 2003، اعتزلت اللعب في نوفمبر 2015. أعلى تصنيف لها في الفردي كان المركز الـ 142 في سنة 2009. أعلى تصنيف لها في الزوجي كان المركز الـ 150 في سنة 2010.

## وصلات خارجية
- يوريكا سما على موقع رابطة محترفات التنس (الإنجليزية)
- يوريكا سما على موقع الاتحاد الدولي لكرة المضرب (الإنجليزية)
- يوريكا سما على موقع كأس بيلي جين كينغ (الإنجليزية)
- يوريكا سما على موقع خلاصة التنس.كوم (الإنجليزية)
- يوريكا سما على موقع إي إس بي إن.كوم (الإنجليزية)

- الموقع الرسمي